# Heggeri, Dharwad
Heggeri là một làng thuộc tehsil Dharwad, huyện Dharwad, bang Karnataka, Ấn Độ.